# John Francis Kennedy
John Francis Kennedy (1er août 1905 - 13 mai 1994) a été Trésorier du Massachusetts (en) de 1955 à 1961.

## Biographie
Kennedy a travaillé comme superviseur dans divers entrepôts pour Gillette à Canton (Massachusetts) avant de solliciter une charge publique. Il s'est d'abord présenté pour le poste de trésorier en 1952, perdant la primaire démocrate face à Foster Furcolo. En 1954, il se représente pour le poste. Il gagne la primaire face au candidat supporté par le parti et un troisième candidat. Il remporte ensuite le poste en battant le candidat républicain.
Le succès électoral de Kennedy est largement considéré comme la conséquence de la similarité de son nom avec le sénateur de l'époque, John Fitzgerald Kennedy. Sa campagne consista à sa dépense personnelle d'un total de 200 $ (100 $ pour la primaire, et 100 $ pour l'élection général) et le contournement d'une convention du parti pour participer directement à la primaire. Après avoir servi trois mandats en tant que Trésorier, Kennedy se présenta pour le bureau du Gouverneur du Massachusetts en 1960. Kennedy finit à la 5e place (sur 7 candidats) avec 8,85%.
Les primaires de 1960 du Massachusetts comprenait six John Kennedy. John Kennedy du Canton (Le trésorier de l'État) briguant le bureau du gouverneur. John B. Kennedy de Saugus et John M. Kennedy Boston briguant le bureau du trésorier de l'État. John Kennedy de Braintree briguant le bureau du commissaire du comté de Norfolk. Deux John Kennedy (à Everett et Plymouth) tous deux briguant des sièges à la Massachusetts State House. In the State Treasurer's race, Kennedy of Saugus finished third and Kennedy of Boston finished 5th in a six man field.